# Sofie Merckx
Sofie Merckx, née le 14 novembre 1974 à Wilrijk, est une femme politique belge, membre du Parti du travail de Belgique (PTB). Elle est députée fédérale depuis 2019 et cheffe du groupe PTB à la Chambre des représentants de Belgique depuis 2022. Elle exerce aussi comme médecin dans le cadre des maisons de Médecine pour le peuple.

## Biographie
Sofie Merckx a grandi à Anvers. Elle a suivi des études de médecine et s'est installée à Charleroi à la suite du stage qu'elle y a mené. Elle a rejoint le PTB dans les années 1990, dont son père, Kris Merckx, était également membre (il était le premier médecin des Médecines pour le peuple organisées par le parti).
Aux élections communales de 2012, elle est élue conseillère communale à Charleroi ; elle est réélue en 2018 et en 2024.
Aux élections législatives fédérales de 2019, elle est élue députée à la Chambre des représentants. Lors de cette législature, elle s'occupe principalement des questions de santé au sein du groupe PTB.
Le 19 janvier 2022, elle succède à Raoul Hedebouw comme cheffe de groupe PTB à la Chambre.
A la suite des élections fédérales de 2024, Sofie Merckx est réélue à la Chambre et est reconduite dans ses fonctions de cheffe de groupe. Dès lors, elle intervient sur les sujets de politique générale et est amenée à aborder de nombreuses thématiques.

## Activités parlementaires
Le 19 mars 2020, Sofie Merckx, de concert avec les groupes PTB, N-VA et Vlaams Belang à la Chambre des représentants, a voté contre la confiance au gouvernement Wilmès II,.
Le 25 mars 2020, elle demande la création d'une commission d'enquête parlementaire au sujet du manque de protections pour le personnel médical lors de la crise de Covid-19,.